# Jake a piráti ze Země Nezemě
Jake a piráti ze Země Nezemě (v anglickém originále Jake and the Never Land Pirates) je animovaný televizní seriál z produkce Disney Junior. Vypráví o třech kamarádech Jakeovi, Izzy, Kubíkovi a jejich papouškovi, Kuldovi. Malí piráti se plaví se na lodi zvané Bárka a většinu času soupeří se zákeřným kapitánem Hookem a jeho pirátskou bandou ze Země Nezemě, přičemž zažívají mnohá dobrodružství. Seriál byl vysílán od 14. února 2011 do 6. listopadu 2016.
Pro české diváky seriál překládal Vojtěch Kostiha, české znění režíroval Zdeněk Štěpán a texty písní přebásnil Pavel Cmíral.

## Hlavní role
Původní anglické znění kreslených postav:
| David Arquette | papoušek Kulda     |
| Colin Ford     | Jake               |
| Corey Burton   | kapitán Hook       |
| Madison Pettis | Izzy               |
| Jeff Bennett   | pan Smee           |
| Tori Spelling  | pirátská princezna |
| Adam West      | Moudrý Prapapoušek |

## Řady
| Řada | Díly | Premiéra v USA | Premiéra v USA    | Premiéra v ČR | Premiéra v ČR |
| Řada | Díly | První díl      | Poslední díl      | První díl     | Poslední díl  |
| ---- | ---- | -------------- | ----------------- | ------------- | ------------- |
| 1    | 25   | 14. února 2011 | 2. prosince 2011  | vysíláno      | vysíláno      |
| 2    | 36   | 24. února 2012 | 6. prosince 2013  | vysíláno      | vysíláno      |
| 3    | 34   | 3. ledna 2014  | 31. července 2015 | vysíláno      | vysíláno      |
| 4    | 19   | 19. září 2015  | 6. listopadu 2016 | 6. února 2017 | 24. září 2017 |